# 朱少文
朱少文（1829年—1903年），一名朱紹文，藝名穷不怕，汉军旗人，世居北京地安门外氈子房，祖籍中国浙江绍兴，清朝光緒年間相声演员，天桥八怪之一。目前相声演员都认准其为第一代相声演员，称其为“祖师爷”。

## 生平
在清朝同光年間，朱少文在北京進行相聲表演，名望遠揚。藝名窮不怕。其藝術門派為相聲三大派別之一，其門徒最多，成為北京天津一帶相聲藝人之始祖。

## 著名曲目
- 《千字文》
- 《睡梦长》
- 《过新年》
- 《十八黑》
- 《保镖》
- 《黄鹤楼》
- 《五行八卦》